# Симптоми болести
Симптоми болести, субјективне тегобе (грч. σύμπτωμαа - „несрећан случај“, „незгода“ и „губитак“, која долази од речи, συμπιπτω - „задесити“), су у медицини, субјективни доживљаји телесних промена које настају у току неког патолошког стања (болести) или процеса у организму. Не треба их мешати са знацима болести, који су објективни доживљај телесних промена (јер различити болесници, симптоме болести, субјективно доживљавају на различите начине). Зато код појединих болесника симптоми исте болести изазивају јак доживљај субјективних тегоба, док други болесници те тегобе једва примећују.
Симптоми болести имају велики значај за брзо постављање дијагнозе болести која их је изазвала. Симптоматологија је посебна област медицине која се бави откривањем, проучавањем, систематизацијом (разврставањем) и означавањем (МКБ-10) симптома болести.
Субјективни доживљаји телесних промена у физиолошким стањима организма, (нпр. трудноћа, дојење, физиолошка жутица новорођенчета ...), не спадају у симптоме болести, јер се реч симптом у медицини примењује само у патолошким стањима, „као карактеристични знак, ознака одређених патолошких промене у организму“. Зато се доживљаји телесних промена у физиолошким стањима називају; знацима, индикацијама, наговештајима, одређених (нормалних-физиолошких) стања или промена.

## Облици
Симптоми се најчешће разврставају у субјективне, објективне и неспецифичне симптоме:
Субјективни симптоми (тегобе) су промене у организму које је су уочене од стране болесника.
Објективни симптоми, су промене уочене код болесника након посматрања од стране истраживача, снимљени појединачни патолошки налази применом дијагностичких процедура или промене уочене од стране трећег лица (нпр. чланове породице), известиоца информација о болести.
Неспецифични симптоми су симптоми који се јављају код неких специфичне болестиса типичном групом симптома, нпр тријада карактеристичних симптома (три типична симптома). Међутим, поједини симптоми понекад означавају или дефинишу у великој мери непознату етиологију (узрок) или патогенезу (развој) болести, или се користе се као синоними за те болести. Скуп већег броја објективних и субјективних симптома дефинише се као синдром болести.

## Општи симптоми болести
То су симптоми који се најчешће јављају код већине болести, а неки и у готово свим болестима. Међу овим симптомима најчешћи су:
- Губитка апетита, појачано знојење и несанице. Често су уобичајена последицама савременог начина живота.
- Ломљиви нокти са мрљама и пругама, који најчешће указују на недостатак витамина, минерала и других есенцијалних материја, али могу бити и симптом озбиљнијих болести, нпр. штитне жлезде и бубрега.
- Упоран кашаљ и промуклост најчешће се тумаче као остаци прехладе, но сваки кашаљ који не пролази две до три недеље након болести, може бити знак алергијских или злоћудних болести респираторног система, али и болести срца и штитне жлезде.
- Поремећај менструалног циклуса, било да је реч о изостанку крварења или појачаном крварењу, могу указивати на синдром полицистичних јајника, разне упале али и малигне болести.
- Вагинални секрет, дуготрајни свраб, пецкање, бол или отоци у подручју полног органа, могу бити симптоми запаљењских процеса и других болести полних органа, али и полно преносивих болести.
- Осећај тежине, отицање, грчеви, свраб и трнци у ногама могу указивати на болест вена.
- Појачано опадање косе код жена најчешће се сматра нормалном сезонском појавом, али ако потраје дуже од четири недеље може бити изазвано болестима штитне жлезде, анемијом или неком другим здравственим поремећајем.
- Температура, малаксалост, промена расположења, срећемо у готово свим болестима.

## Специфични симптоми болести
Ови симптоми се јављају само у одређеним болестима, и често се само на основу њих, (са доста поузданости), може поставити дијагноза неке болести.
Примери;
- Јак бол иза грудне кости праћен стезањем који се шири према врату и дуж леве руке и ишчезава након примене нитроглицерина под језик са великом вероватноћом указује на коронарну болест срца.
- Јак бол, праћен грчевима, испод десног ребарног лука и шири се позади у леђа према десној лопатици и често је праћен мучнином и повраћањем говори о жучним коликама.
- Учестало мокрење са знацима печења-жарења и порастом температуре тела, указује најчешће на упалу мокраћних путева итд.
- Промене на младежима, стварање смеђих пигментацијских мрља, црвене мрље, израслине, осип, ране које не зарастају.
- Слабљење вида са губитком оштрине или без ње и појавом "тачкица" и "искрица" ...
- Мучнина, повраћање и пролив праћени јаким боловима и високом температуром.
- Опстипација (затвор) није само досадни поремећај варења него и симптом хипотиреозе, склеродермија, цревних неуролошких болести ...
- Крварење из ректума многи ће повезати с хемороидима, но крв у столици такође је симптом и улцерозног колитиса и рака дебелог црева!
- Претерана жеђ и учестало мокрење симптоми су шећерне болести.